# Rudolf Watzl
Rudolf Watzl (ur. 14 kwietnia 1882 w Wiedniu, zm. 15 sierpnia 1915 w Przemyślu) – austriacki zapaśnik, złoty i brązowy medalista Letniej Olimpiady w 1906 roku w Atenach. 

## Życiorys
W czasie I wojny światowej szeregowy żołnierz 32 pułku piechoty landsturmu. Zmarł w szpitalu wojskowym nr 3 (ul. Słowackiego) na dur brzuszny. Pochowany w bezimiennym grobie na cmentarzu głównym (wojskowym) w Przemyślu.